# Темпл, Джуно
Джу́но Ва́йолет Темпл (англ. Juno Temple; род. 21 июля 1989, Лондон) — британская актриса, ставшая известной благодаря ролям в фильмах «Трещины», «Ещё одна из рода Болейн» и «Искупление». В 2013 году Джуно получила премию BAFTA в номинации «Восходящая звезда».

## Биография
Джуно Вайолет Темпл родилась в Лондоне в семье продюсера Аманды Пирии и режиссёра Джулиана Темпла. Девочку назвали в честь местечка Джуно Темпл в Великом Каньоне, где одна из скал Кейп Финал носит также название Джуно Темпл. Эту скалу родители посетили во время беременности Аманды.
У Джуно есть два младших брата — Лео и Феликс. Вскоре после рождения дочери её семья переехала в Америку, где Джуно провела первые 4 года своей жизни. Затем семья вернулась на постоянное жительство в Англию. Девушка выросла в графстве Сомерсет и окончила королевский колледж в Тонтоне. В 2009 году Джуно переехала жить в Лос-Анджелес, чтобы продолжить карьеру в Голливуде. Темпл снялась в клипах «Milkmaid» певца Kid Harpoon и «Just Impolite» группы Plushgun.
Джуно начала свою карьеру актрисы в 1998 году в фильме «Виго», режиссёром которого стал её отец. Впоследствии сцены с Джуно вырезали. Затем последовала небольшая роль в фантастической ленте «Обитель демонов», также снятом её отцом в 2000 году. После этого фильма в карьере Джуно был шестилетний перерыв, и лишь в 2006 году выходит следующий фильм — «Скандальный дневник» с Кейт Бланшетт и Джуди Денч в главных ролях. Фильм был высоко оценён критиками, номинировался на «Оскар» в четырёх категориях и на «Золотой глобус» в трёх. Джуно снова сыграла роль второго плана — персонажа Полли Харт. В 2007 году выходят военная драма «Искупление» Джо Райта, где Темпл исполнила роль Лолы Куинси, ради этой картины она даже перекрасила свои белокурые волосы в рыжий цвет, и молодёжная комедия «Одноклассницы». В 2008 году снова выходят два фильма с Темпл на второстепенных ролях: комедия «Оторва» с Эммой Робертс и британская историческая драма «Ещё одна из рода Болейн», где Джуно сыграла Джейн Паркер в компании с Натали Портман и Скарлетт Йоханссон. В 2009 году выходят уже шесть фильмов с участием Джуно: фантастическая комедия «Начало времён», драма «Господин Никто», военный фильм «1939», комедия «Одноклассницы 2: Легенда о золоте Фриттона», драма «Гринберг» и драматический триллер «Трещины», где она снялась вместе с популярными актрисами Евой Грин и Марией Вальверде.

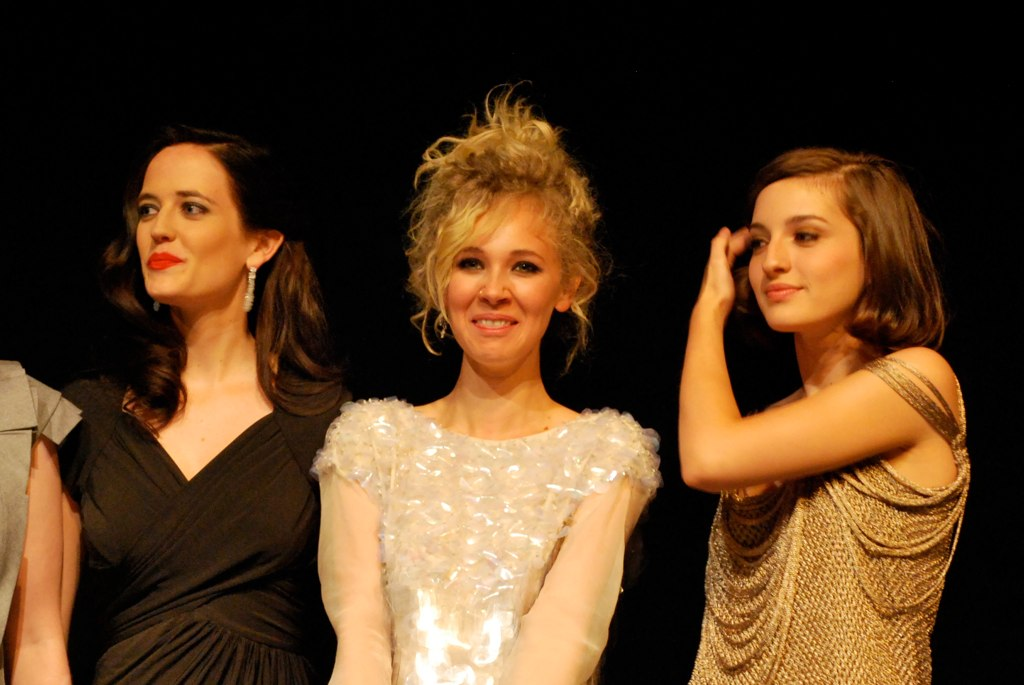
Ева Грин, Джуно Темпл и Мария Вальверде на премьере фильма «Трещины»

В 2010 году вышли два полнометражных фильма с Джуно — фантастическая комедия «Ба-бах!», где она сыграла студентку Лондон, и комедия «Дрянная девчонка», где одну из главных ролей исполнила Милла Йовович. Джуно в 2011 году снова снимется с Йовович в приключенческом боевике «Мушкетёры», где они сыграли Миледи и Королёву Анну соответственно. Кроме того, в 2011 году вышли ещё три фильма с Темпл: «Спокойной ночи, Луна», «Генри» и «Киллер Джо», где Темпл сыграла сестру главного героя, девочку Дотти. Фильм получил высокую оценку кинокритиков и был представлен на Венецианском кинофестивале 2011 года в качестве номинанта на Золотого льва — главной награды фестиваля.
С 2012 года актрисе стали всё чаще предлагать главные роли: Джуно сыграла главную роль в молодёжном фильме на лесбийскую тематику «Джек и Диана». Фильм получил низкие отзывы и оценки критиков на сайте Rotten Tomatoes. В том же году Темпл появилась в небольшой роли Джен в последнем фильме трилогии Кристофера Нолана о Бэтмене «Тёмный рыцарь: Возрождение легенды». В начале 2013 года вышла чёрная комедия «Миллион для чайников», где Темпл в паре с Майклом Ангарано сыграла главную роль. В 2013 году состоялось ещё несколько премьер с Джуно, наиболее крупные из которых — биографическая драма «Лавлэйс» о порноактрисе Линде Лавлейс, триллер «Рога» и сиквел нуарной драмы «Город грехов» — «Город грехов 2: Женщина, ради которой стоит убивать». Также Джуно снялась в фэнтези-фильме «Малефисента» с Анджелиной Джоли в главной роли.
В 2015 году Темпл снялась с Рисом Ивансом в картине «Лен и компания» и с Джонни Деппом в фильме «Чёрная месса».

## Личная жизнь
С 2014 по 2016 год встречалась с коллегой по фильму «Миллион для чайников» Майклом Ангарано.

## Фильмография
| Год       |     | Русское название                                    | Оригинальное название                        | Роль                     |
| --------- | --- | --------------------------------------------------- | -------------------------------------------- | ------------------------ |
| 2000      | ф   | Обитель демонов                                     | Pandaemonium                                 | Эмма Соути               |
| 2006      | ф   | Скандальный дневник                                 | Notes on a Scandal                           | Полли Харт               |
| 2007      | ф   | Искупление                                          | Atonement                                    | Лола Куинси              |
| 2007      | ф   | Одноклассницы                                       | St. Trinian's                                | Селия                    |
| 2008      | ф   | Ещё одна из рода Болейн                             | The Other Boleyn Girl                        | Джейн Паркер             |
| 2008      | ф   | Оторва                                              | Wild Child                                   | Дриппи                   |
| 2009      | ф   | Начало времён                                       | Year One                                     | Има                      |
| 2009      | ф   | Трещины                                             | Cracks                                       | Ди                       |
| 2009      | ф   | Господин Никто                                      | Mr. Nobody                                   | Анна в 15 лет            |
| 2009      | ф   | 1939                                                | Glorious 39                                  | Селия Кейс               |
| 2009      | ф   | Одноклассницы 2: Легенда о золоте Фриттона          | St Trinian's 2: The Legend of Fritton's Gold | Селия                    |
| 2010      | ф   | Гринберг                                            | Greenberg                                    | Мюриэль                  |
| 2010      | ф   | Ба-бах                                              | Kaboom                                       | Лондон                   |
| 2010      | ф   | Дрянная девчонка                                    | Dirty Girl                                   | Даниэль                  |
| 2010      | кор | Отклонение                                          | Swerve                                       | Мисси                    |
| 2010      | кор | Ублюдок                                             | Bastard                                      | девушка                  |
| 2011      | ф   | Мушкетёры                                           | The Three Musketeers                         | Королева Анна            |
| 2011      | ф   | Киллер Джо                                          | Killer Joe                                   | Дотти Смит               |
| 2011      | ф   | Спокойной ночи, Луна                                | Little Birds                                 | Лили Хобарт              |
| 2011      | ф   | Генри                                               | Henry                                        | нянька                   |
| 2012      | ф   | Миллион для чайников                                | The Brass Teapot                             | Элис Мейси               |
| 2012      | ф   | Тёмный рыцарь: Возрождение легенды                  | The Dark Knight Rises                        | Джен                     |
| 2012      | ф   | Лондон – современный Вавилон                        | London - The Modern Babylon                  | озвучка                  |
| 2012      | ф   | Джек и Диана                                        | Jack & Diane                                 | Диана                    |
| 2012      | ф   | Безвыходная ситуация                                | Small Apartments                             | Симона                   |
| 2013      | ф   | Магия, магия                                        | Magic Magic                                  | Алисия                   |
| 2013      | ф   | Лавлэйс                                             | Lovelace                                     | Пэтси                    |
| 2013      | ф   | Полуденная нега                                     | Afternoon Delight                            | Маккенна                 |
| 2013      | ф   | Рога                                                | Horns                                        | Меррин Уильямс           |
| 2014      | ф   | Малефисента                                         | Maleficent                                   | Фислвит                  |
| 2014      | с   | Пьяная история                                      | Drunk History                                | Сибил Ладдингтон         |
| 2014      | ф   | Город грехов 2: Женщина, ради которой стоит убивать | Sin City: A Dame to Kill For                 | Салли                    |
| 2015      | ф   | Вдали от обезумевшей толпы                          | Far from the Madding Crowd                   | Фанни Робин              |
| 2015      | ф   | Безопасное освещение                                | Safelight                                    | Вики                     |
| 2015      | ф   | Луговая страна                                      | Meadowland                                   | Макензи                  |
| 2015      | ф   | Лен и компания                                      | Len and Company                              | Зои                      |
| 2015      | ф   | Чёрная месса                                        | Black Mass                                   | Дебора Хасси             |
| 2016      | с   | Винил                                               | Vinyl                                        | Джейми Вайн              |
| 2017      | ф   | Эби                                                 | Abe                                          | Сидни                    |
| 2017      | ф   | Колесо чудес                                        | Wonder Wheel                                 | Каролина                 |
| 2018      | с   | Электрические сны Филипа К. Дика                    | Philip K. Dick’s Electric Dreams             | Эмили Забриске           |
| 2018      | ф   | Не в себе                                           | Unsane                                       | Вайолет                  |
| 2019      | ф   | Малефисента: Владычица тьмы                         | Maleficent: Mistress of Evil                 | Фислвит                  |
| 2020—2023 | с   | Тед Лассо                                           | Ted Lasso                                    | Кили Джонс               |
| 2021      | с   | Мистер Кормен                                       | Mr. Corman                                   | Меган                    |
| 2022      | с   | Предложение                                         | Offer                                        | Бетти Маккарт            |
| 2023      | с   | Фарго                                               | Fargo                                        | Дороти «Дот» Лион, Надин |
| 2024      | ф   | Веном: Последний танец                              | Venom: The Last Dance                        | Тедди Пейн               |

## Награды и номинации
| Год  | Награда                  | Категория                                              | Работа       | Результат  |
| ---- | ------------------------ | ------------------------------------------------------ | ------------ | ---------- |
| 2013 | BAFTA                    | Восходящая звезда                                      |              | Победа     |
| 2013 | Кинофестиваль в Сиджесе  | Лучшая актриса                                         | Магия, магия | Победа     |
| 2014 | Fangoria Chainsaw Awards | Лучшая актриса                                         | Магия, магия | Номинация  |
| 2021 | Эмми                     | Лучшая женская роль второго плана в комедийном сериале | Тед Лассо    | Номинация  |
| 2021 | Премия Гильдии актеров   | Лучший актерский состав комедийного сериала            | Тед Лассо    | Номинация  |
| 2022 | Эмми                     | Лучшая женская роль второго плана в комедийном сериале | Тед Лассо    | Номинация  |
| 2022 | Премия Гильдии актеров   | Лучший актерский состав комедийного сериала            | Тед Лассо    | Победитель |
| 2022 | Премия Гильдии актеров   | Лучшая актриса комедийного сериала                     | Тед Лассо    | Номинация  |
| 2023 | Эмми                     | Лучшая женская роль второго плана в комедийном сериале | Тед Лассо    | Номинация  |
| 2024 | Золотой глобус           | Лучшая актриса мини-сериала или фильма на ТВ           | Фарго        | Номинация  |
| 2024 | Премия Гильдии актеров   | Лучший актерский состав комедийного сериала            | Тед Лассо    | Номинация  |